# Мисс Россия 2006
Мисс Россия 2006 — 15-й национальный конкурс красоты Мисс Россия, финал которого состоялся 15 декабря 2006 года. Победительницей конкурса стала Татьяна Котова.
Для конкурса «Мисс Россия — 2006» был сооружён небольшой ледовый каток, он был установлен возле конкурсной площадки — там выступил олимпийский чемпион по фигурному катанию Алексей Ягудин. В качестве почётных гостей конкурса присутствовали победительницы конкурсов «Мисс Мира 2006» Татьяна Кухаржова и «Мисс Вселенная 2006» Сулейка Ривера. Главным нововведением конкурса стало голосование зрительного зала за участниц, попавших по решению жюри в тройку финалисток. После этого голосования на табло высветились результаты. Татьяна Котова из Ростова-на-Дону набрала 51 % голосов. В заключительном соревновании на интеллект она успешно ответила на все вопросы Ивана Урганта.

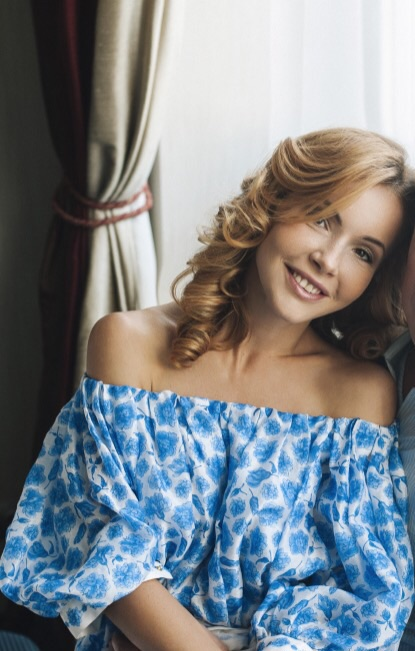
Татьяна Абраменко из Таганрога

В ходе проведения конкурса купальников три конкурсантки неудачно столкнулись за кулисами, собираясь выйти на сцену, одна из них — Татьяна Абраменко из Таганрога — случайно упала с почти трёхметровой высоты, ушибла голову и повредила бедро. Вызвали «скорую помощь», но помощь медиков не потребовалась, поскольку травмы были не серьёзными, и Татьяна Абраменко продолжила борьбу за титул. В некоторых изданиях этот случай был представлен как «подножка» от конкурентки, однако Абраменко её опровергла.

## Результаты конкурса
| Итоговое место   | Участница |
| ---------------- | --- |
| Мисс Россия 2006 | - Ростов-на-Дону — Татьяна Котова |
| 1 Вице-Мисс      | - Иркутская область — Юлия Самойлова |
| 2 Вице-Мисс      | - Якутия — Сардана Сыромятникова |
| Топ 5            | - Омская область — Виктория Шевченко - Ростовская область — Татьяна Абраменко                                                                                              |
| Топ 10           | - Карелия — Екатерина Филимонова - Чувашия — Татьяна Семилетова - Москва — Наталья Варнакова - Самарская область — Наталья Павшукова - Приморский край — Ольга Степанченко |

## Участницы
| Область                           | Участница             | Возраст | Рост | Место рождения           |
| --------------------------------- | --------------------- | ------- | ---- | ------------------------ |
| Алтайский край                    | Алина Коцюба          | 18      | 1,71 | Барнаул                  |
| Астраханская область              | Ольга Киселёва        | 19      | 1,81 | Астрахань                |
| Башкортостан                      | Екатерина Кормич      | 23      | 1,74 | Уфа                      |
| Бурятия                           | Анастасия Алдаева     | 17      | 1,76 | Улан-Удэ                 |
| Владимирская область              | Валентина Петрова     | 22      | 1,74 | Владимир                 |
| Вологодская область               | Оксана Степаненко     | 20      | 1,76 | Вологда                  |
| Воронежская область               | Яна Неврюева          | 20      | 1,80 | Воронеж                  |
| Иркутская область                 | Юлия Самойлова        | 22      | 1,75 | Иркутск                  |
| Камчатская область                | Ольга Рябова          | 22      | 1,77 | Петропавловск-Камчатский |
| Кемеровская область               | Анна Ёлгина           | 20      | 1,75 | Новокузнецк              |
| Республика Карелия                | Екатерина Филимонова  | 21      | 1,84 | Петрозаводск             |
| Республика Карелия                | Ольга Рогованова      | 18      | 1,85 | Петрозаводск             |
| Кировская область                 | Яна Мамаева           | 21      | 1,74 | Киров                    |
| Краснодарский край                | Елена Ходжаева        | 17      | 1,80 | Армавир                  |
| Краснодарский край                | Кристина Тесляк       | 16      | 1,78 | Краснодар                |
| Краснодарский край                | Ольга Попова          | 18      | 1,79 | Сочи                     |
| Курская область                   | Полина Сокова         | 19      | 1,78 | Курск                    |
| Мордовия                          | Елена Ордынец         | 18      | 1,85 | Саранск                  |
| Москва                            | Наталья Варнакова     | 19      | 1,80 | Москва                   |
| Мурманская область                | Марианна Шумилина     | 17      | 1,73 | Мурманск                 |
| Нижегородская область             | Ольга Зиронова        | 20      | 1,77 | Нижний Новгород          |
| Новгородская область              | Ольга Гусева          | 16      | 1,76 | Великий Новгород         |
| Омская область                    | Вера Коробейникова    | 20      | 1,82 | Омск                     |
| Омская область                    | Виктория Шевченко     | 17      | 1,75 | Омск                     |
| Оренбургская область              | Надежда Шевченко      | 20      | 1,79 | Оренбург                 |
| Пензенская область                | Анна Милинзова        | 20      | 1,86 | Пенза                    |
| Пермский край                     | Елена Позденкова      | 17      | 1,75 | Пермь                    |
| Приморский край                   | Ольга Степанченко     | 17      | 1,74 | Владивосток              |
| Псковская область                 | Ольга Уколова         | 22      | 1,75 | Великие Луки             |
| Ростовская область                | Татьяна Котова        | 21      | 1,74 | Ростов-на-Дону           |
| Ростовская область                | Ирина Кашпор          | 21      | 1,80 | Новочеркасск             |
| Ростовская область                | Татьяна Абраменко     | 24      | 1,78 | Таганрог                 |
| Санкт-Петербург                   | Анастасия Михайлович  | 18      | 1,75 | Санкт-Петербург          |
| Самарская область                 | Оксана Трегубова      | 18      | 1,78 | Самара                   |
| Самарская область                 | Наталья Павшукова     | 19      | 1,78 | Тольятти                 |
| Саратовская область               | Инна Осипова          | 21      | 1,77 | Саратов                  |
| Ставропольский край               | Анна Дзапарова        | 19      | 1,76 | Пятигорск                |
| Ставропольский край               | София Мещанова        | 18      | 1,74 | Ставрополь               |
| Татарстан                         | Виктория Буянцева     | 17      | 1,77 | Казань                   |
| Татарстан                         | Маргарита Павлушина   | 16      | 1,81 | Казань                   |
| Тверская область                  | Виктория Щукина       | 19      | 1,76 | Тверь                    |
| Томская область                   | Наталья Недрогайлова  | 18      | 1,80 | Томск                    |
| Ульяновская область               | Ирина Мащенко         | 20      | 1,78 | Ульяновск                |
| Хабаровский край                  | Екатерина Брага       | 17      | 1,82 | Хабаровск                |
| Хакасия                           | Анастасия Елисеенко   | 23      | 1,79 | Абакан                   |
| Ханты-Мансийский автономный округ | Ольга Герасименко     | 16      | 1,74 | Когалым                  |
| Челябинская область               | Ольга Бочарова        | 19      | 1,72 | Магнитогорск             |
| Челябинская область               | Елена Гурулева        | 20      | 1,78 | Челябинск                |
| Чувашия                           | Татьяна Семилетова    | 20      | 1,75 | Чебоксары                |
| Якутия                            | Сардана Сыромятникова | 17      | 1,76 | Якутск                   |
| Ямало-Ненецкий автономный округ   | Екатерина Борзенкова  | 19      | 1,77 | Тарко-Сале               |
| Ярославская область               | Марина Белкина        | 22      | 1,75 | Ярославль                |